# Brushcreek Township
Brushcreek Township ist eine von siebzehn Townships im Highland County, Ohio, USA. Der United States Census 2000 fand 1.308 Menschen in der Gemeinde, von denen 1.150 in gemeindefreien Teilen der Gemeinde lebten.

## Geographie
In der südöstlichen Ecke des Landkreises gelegen, grenzt es an folgende Gemeinden:
- Paint Township – Norden
- Perry Township, Pike County – Nordosten
- Mifflin Township, Pike County – Osten
- Franklin Township, Adams County – südöstliche Ecke
- Bratton Township, Adams County – Südwesten
- Jackson Township – Südwesten
- Marshall Township – Nordwesten

Das Dorf Sinking Spring liegt im südöstlichen Brushcreek Township.

## Name und Geschichte
Es ist das einzige Brushcreek Township im ganzen Staat, obwohl es Brush Creek Townships in den Landkreisen Adams, Muskingum und Scioto gibt.

## Regierung
Die Gemeinde wird von einem Vorstand mit drei Verwaltern regiert, die im November von ungeraden Jahren gewählt werden und ab dem folgenden 1. Januar eine vierjährige Legislaturperiode beginnen. Zwei werden im Jahr nach den Präsidentenwahlen gewählt und einer im Jahr davor. Es gibt auch einen gewählten Gemeindefinanzbeamten, der vier Jahre ab dem 1. April des Jahres beginnt, das nach der Wahl liegt, die im Jahr vor der Präsidentenwahl im November durchgeführt wurde. Lücken beim Finanzamt oder dem Verwaltervorstand werden von den verbliebenen Verwaltern geschlossen.